# Furiant
La furiant est une danse d'origine tchèque, à trois temps, qui est parfois rapprochée de la polka.

## Description
Danse populaire tchèque, d'allure vive, elle alterne traditionnellement trois mesures à 2/4 et deux à 3/4, avec des déplacements d'accentuation.

## Exemples
Dans le répertoire classique édité, la furiant est adoptée par de nombreux compositeurs, principalement depuis le XIXe siècle :
- Antonín Dvořák :
  - Dans sa Symphonie no 6 en ré majeur, B. 112 (op. 60), la furiant remplace le scherzo[3]
  - Suite tchèque (finale)
  - Dumka et Furiant, op. 12[4]
- Bedřich Smetana : La Fiancée vendue (acte II)
- Jess Langston Turner : Rumpelstilzchen (3e mouvement)
- Arthur Bliss : Sonate pour alto (3e mouvement)
- Adolf Mišek : Sonate pour contrebasse no 2[5]
- Hanuš Trneček : Furiant, op. 77 (pour harpe[6])